# Jayson Musson
Jayson Musson, né le 1977 à Bronx, est un artiste américain, qui vit et travaille à Brooklyn,,.
Il a grandi à Spring Valley, New York. Musson a obtenu un baccalauréat en photographie de l'Université des arts Philadelphie et une maîtrise en peinture de l'Université de Pennsylvanie.

## Expositions personnelles (sélection)
- A True Fiend's Weight, Fleisher/Ollman Gallery, Philadelphie, 2012[5]
- Halcyon Days, Salon 94, New York, 2012[6]
- Hennessy Youngman & Nathaniel Snerpus Present: The Grand Manner, Pennsylvania Academy of the Fine Arts, Philadelphie, 2011
- Neoteny: The Hard Sell, Marginal Utility Gallery, Philadelphie, 2011[7]
- Too Black For BET, Dazed & Confused Magazine Gallery, Londres, Royaume-Uni, 2008
- Too Black for BET, Episode II: The Black Boy George, Space 1026, Philadelphie, 2006
- Too Black for BET, Space 1026, Philadelphie, 2002